# Lady A
Lady A (anteriormente Lady Antebellum) es un grupo estadounidense de música country formado en Nashville, Tennessee, Estados Unidos, en el año 2006. Está conformado por Charles Kelley (voz principal y coro), Dave Haywood (coros, guitarra, piano, mandolina) y Hillary Scott (voz principal y coros). 

## Historia

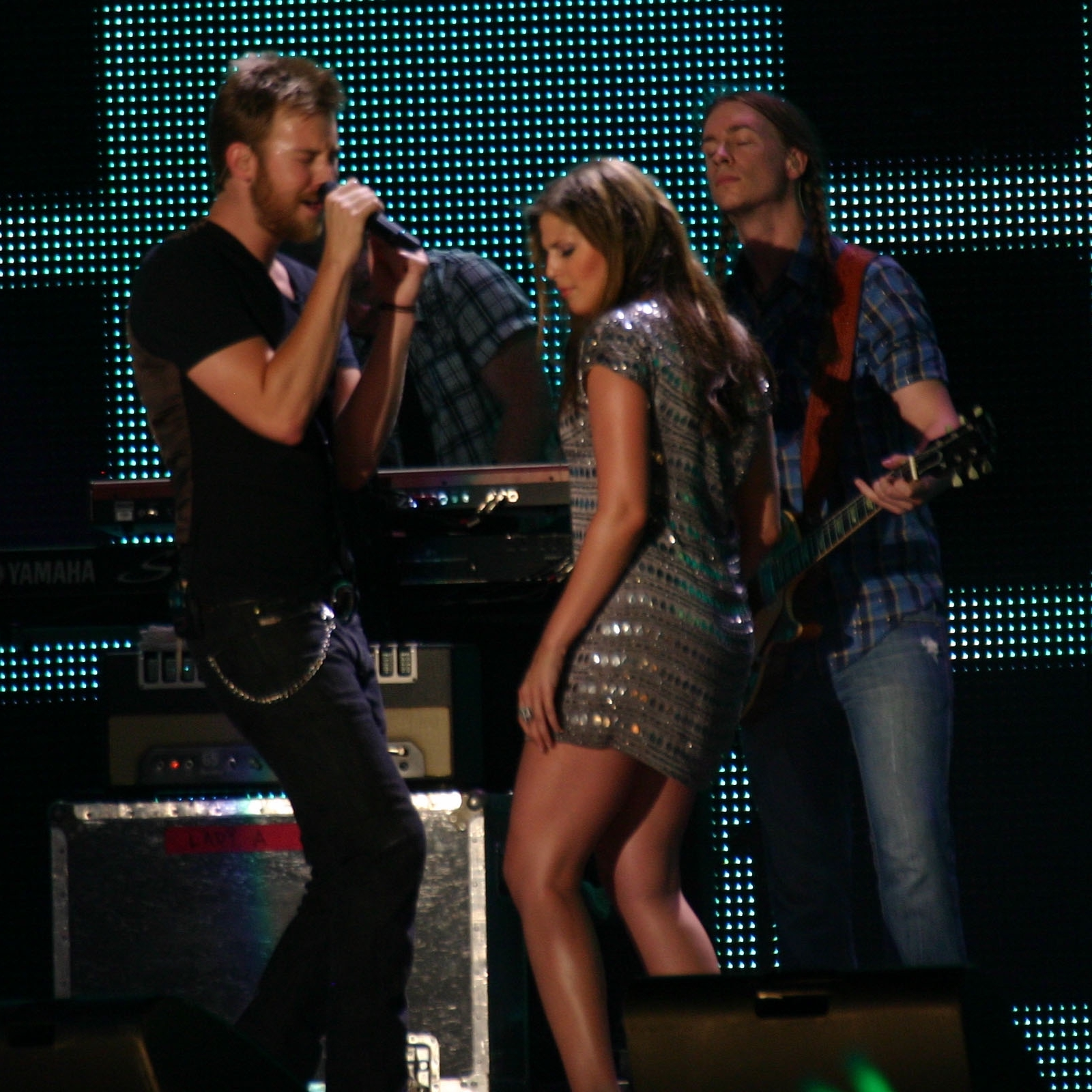
Lady A en un concierto (2008).

Lady A fue creado en 2006, en Nashville, Tennessee, por Charles Kelley, Dave Haywood y Hillary Scott. Scott es hija de la cantante de country Linda Davis, y Charles Kelley es el hermano del músico de pop y country Josh Kelley. Hillary Scott asistió a la Academia Cristiana de Donelson en Donelson, Tennessee. Fue a través de estas conexiones familiares y de la industria musical que nació la banda. Kelley se mudó a Nashville a mediados de 2005 desde Winston-Salem, Carolina del Norte, donde él había estado trabajando en el negocio en construcción de su hermano John, como contador en una empresa de gestión de residuos afiliada. Con el propósito de convertirse en un exitoso cantante de country, Kelley convenció a su antiguo compañero de clases de secundaria, Haywood, para mudarse a Nashville desde Georgia en 2006, por lo que ellos comenzaron a escribir música juntos.
Poco tiempo después, Scott reconoció a Kelley en el sitio MySpace, y empezaron a reunirse en un club musical en Nashville. Kelley le ofreció a Scott y a Haywood a unirse a su nuevo grupo, el que adoptó el nombre de Lady Antebellum. En la BBC Radio 2, el 9 de agosto de 2010, la banda explicó a su locutora, Liza Tarbuck, que su nombre viene de una ocasión en la que el grupo se hizo una fotografía con disfraces históricos frente a edificios de antes de la guerra (traducción de la palabra Antebellum). En la historia de los Estados Unidos, la era Antebellum se refiere al periodo antes de la Guerra de Secesión en el sur de ese país. 
El grupo primeramente, comenzó a presentarse en clubes locales antes de firmar un contrato discográfico con Capitol Records Nashville en julio de 2007. En una entrevista con Sirius Satellite Radio, Scott declaró haber sido expulsada del programa estadounidense American Idol dos veces, sin ni siquiera haber pasado la primera ronda.
El grupo hizo su debut en 2007 cuando interpretaron junto con el músico Jim Brickman, en su sencillo «Never Alone», antes de firmar con Capitol Records y de lanzar el sencillo debut de la banda «Love Don't Live Here». El sencillo, llegó hasta el puesto #3 en el Hot Country Songs en mayo de 2008, parte de su álbum debut homónimo. Recibiendo certificación de platino en Estados Unidos, el álbum también incluye los sencillos «Lookin' for a Good Time» y «I Run to You», siendo este último n.º 1 en las listas de popularidad en julio de 2009. «Need You Now» fue lanzado a mediados de 2009 llegando al puesto n.º 1 y fue el primer sencillo de su segundo álbum de estudio del mismo nombre, que fue lanzado en enero de 2010. «American Honey» es el segundo sencillo del mismo álbum, y también alcanzó el puesto n.º1.
En los premios Grammy del año 2011, Lady A estuvo nominado a seis Grammy, ganando cinco de ellos, en las categorías: Grabación del año, Canción del año, Mejor Canción Country, Mejor Álbum de Country y Mejor Interpretación Country Grupo o Dúo.
El 11 de junio de 2020, uniéndose a la respuesta generalizada a las protestas por la muerte de George Floyd, la banda anunció que abreviaría su nombre a «Lady A» para eliminar el término 'Antebellum'. Los miembros de la banda declararon en las redes sociales que, como nunca antes habían buscado la definición del diccionario de la palabra «antebellum», ahora consultaron a sus «amigos y colegas negros más cercanos» para que sus «ojos se abrieran de par en par ante las injusticias, la desigualdad y los prejuicios de las mujeres y hombres negros siempre se han enfrentado y continúan enfrentándose todos los días. Ahora, se han revelado los puntos ciegos que ni siquiera sabíamos que existían». El nombre siempre fue controvertido, con una crítica en Ms. Magazine escribiendo en 2011 que el nombre de la banda «me parece un ejemplo de la forma en que todavía -casi 150 años después del final de la Guerra de Secesión, casi 50 años después de la Ley de Derechos Civiles, y en un país supuestamente posracial dirigido por un presidente birracial- glorifica una cultura que se basaba en la opresión violenta de la gente de color». American Songwriter dijo: «Dado que el mundo sabe lo que significa A, para muchos este cambio no hace más que agregar un insulto adicional a esta lesión en curso». Al día siguiente, se informó ampliamente que el nombre «Lady A» ya había sido utilizado durante más de 20 años por la activista afroamericana con sede en Seattle y cantante de blues, soul, funk y góspel Anita White.

## Discografía

### Álbumes de estudio
- Lady Antebellum (2008)
- Need You Now (2010)
- Own the Night (2011)
- On This Winter's Night (2012)
- Golden (2013)
- 747 (2014)
- Heart Break (2017)
- Ocean (2019)
- What A Song Can Do (2021)

### Sencillos
- «Love Don't Live Here» (2007)
- «Lookin' for a Good Time» (2008)
- «I Run to You» (2009)
- «Need You Now» (2009)
- «American Honey» (2010)
- «Our Kind of Love» (2010)
- «Hello World» (2010)
- «Just a Kiss» (2011)
- «We Owned the Night» (2011)
- «Dancin' Away with My Heart» (2011)
- «Wanted You More» (2012)
- «Downtown» (2013)
- «Goodbye Town» (2013)
- «Compass» (2013)
- «Bartender» (2014)
- «Long Stretch of Love» (2014)
- «You Look Good» (2017)
- «Heart Break» (2017)
- «What If I Never Get Over You» (2019)
- «Pictures» (2019)
- «Ocean» (2019)
- «Champagne Night» (2020)
- «Like a Lady» (2021)

## Premios y nominaciones
Premios Grammy
| Año  | Categoría                                 | Trabajo              | Resultado |
| ---- | ----------------------------------------- | -------------------- | --------- |
| 2009 | Mejor Nuevo Artista                       | Lady Antebellum      | Nominado  |
| 2009 | Mejor Interpretación Country/ Dúo o Grupo | Love Don't Live Here | Nominado  |
| 2010 | Mejor Interpretación Country/ Dúo o Grupo | I Run To You         | Ganador   |
| 2011 | Grabación del Año                         | Need You Now         | Ganador   |
| 2011 | Canción del Año                           | Need You Now         | Ganador   |
| 2011 | Álbum del Año                             | Need You Now         | Nominado  |
| 2011 | Mejor Interpretación Country/ Dúo o Grupo | Need You Now         | Ganador   |
| 2011 | Mejor Canción Country                     | Need You Now         | Ganador   |
| 2011 | Mejor Álbum de Country                    | Need You Now         | Ganador   |
| 2012 | Mejor Álbum de Country                    | Own The Night        | Ganador   |
| 2018 | Mejor Álbum de Country                    | Heart Break          | Nominado  |
| 2018 | Mejor Interpretación Country/ Dúo o Grupo | You Look Good        | Nominado  |
| 2020 | Mejor Interpretación Country/ Dúo o Grupo | Ocean                | Nominado  |

American Music Awards
| Año  | Categoría                                   | Trabajo         | Resultado |
| ---- | ------------------------------------------- | --------------- | --------- |
| 2010 | Álbum de Country Favorito                   | Need You Now    | Ganador   |
| 2010 | Artista Revelación T-Mobile Favorito        | Lady Antebellum | Nominado  |
| 2010 | Grupo de Pop/Rock o Dúo Favorito            | Lady Antebellum | Nominado  |
| 2010 | Artista Contemporáneo para Adultos Favorito | Lady Antebellum | Nominado  |
| 2010 | Grupo o Dúo de Country Favorito             | Lady Antebellum | Ganador   |
| 2011 | Grupo o Dúo de Country Favorito             | Lady Antebellum | Ganador   |
| 2012 | Grupo o Dúo de Country Favorito             | Lady Antebellum | Ganador   |
| 2013 | Grupo o Dúo de Country Favorito             | Lady Antebellum | Ganador   |
| 2014 | Grupo o Dúo de Country Favorito             | Lady Antebellum | Nominado  |